# Нитранский край
Нитранский край или Нитрьянский край (словац. Nitriansky kraj) — один из восьми краёв Словакии с административным центром в городе Нитра.
Площадь края составляет 6 344 км². Расположен на юго-западе Словакии. Граничит с Венгрией.

## История
В конце V века на эти территории приходят первые славяне, а в VII столетии она была уже частью государства Само.
В IX столетии возникло Нитранское княжество, и его территория включала в себя почти всю территорию современной Словакии (кроме Загорья), а также часть Закарпатья и Северо-Восточной Венгрии. До 833 года княжество сохраняло самостоятельность, но впоследствии великоморавским князем Моймиром I был изгнан нитранский князь Прибина и княжество стало частью (одним из уделов) Великоморавского государства). В 907—925 годах, после падения Великой Моравии, княжество стало частью Венгерского княжества. В 1108 году Нитранское княжество утратило свой суверенитет.
С падением Великоморавского королевства была решена участь и словацкого народа, который был всецело подчинён венграм, но сохранял свой язык и национальность.
В первой половине XV столетия, в Нитранском комитате (венг. Nyitra-varmegye) селятся толпы гуситов. На конец XIX столетия, в комитате площадью 5 726 км²., население было около 40 000 человек, и преимущественно состояло из словаков (католиков и протестантов), венгров и немцев.

## География
Край расположен в юго-западной Словакии, преимущественно в восточной части Среднедунайской низменности. Физико-географически он разделяется на два региона: Дунайская низменность и Житный остров на юге края и Дунайская возвышенность на севере, востоке и в центре. На территории края расположены следующие горные массивы: Поважски-Иновец на северо-западе, Трибеч севернее Нитры, Погронски-Иновец на северо-востоке, горы Штьявницке-Врхи на востоке. Основные реки региона — Дунай с притоками Грон, Ваг, Нитра, Ипель.

## Административное деление
Нитранский край делится на 7 районов (окресов):
- Комарно
- Левице
- Нитра
- Нове-Замки
- Шаля
- Топольчани
- Злате-Моравце

## Население
| Год:                | 1994    | 2004    | 2014    | 2024    |
| ------------------- | ------- | ------- | ------- | ------- |
| Количество человек: | 718 358 | 709 350 | 684 922 | 665 600 |
| Разница:            |         | −1,25 % | −3,44 % | −2,82 % |

### Статистические данные (2011 год)
Национальный состав
- словаки — 473 269 чел. (68,6 %);
- венгры — 169 460 чел. (24,6 %);
- цыгане — 3987 чел. (0,6 %);
- чехи — 3262 чел. (0,5 %);
- прочие — 39 889 чел. (5,8 %).

Конфессиональный состав
- католики — 486 021 чел. (70,5 %);
- реформаты — 29 597 чел. (4,3 %);
- лютеране — 19 357 чел. (2,8 %);
- атеисты — 82 488 чел. (12,0 %);
- прочие — 72 404 чел. (10,5 %).